# Велкоский, Крсте
Крсте Велкоский (макед. Крсте Велкоски; 20 февраля 1988, Вевчани) — северомакедонский футболист, игравший на позиции нападающего.

## Биография
Родился в селе Вевчани на юго-западе сегодняшней Северной Македонии, в 14 км от города Струга.

### Клубная карьера
Взрослую карьеру начал в клубах из столицы страны — «Работнички» и «Металлург». С «Работничками» становился чемпионом (2005/06, 2007/08) и серебряным призёром (2006/07) чемпионата Республики Македонии, обладателем Кубка страны (2007/08). Принимал участие в играх еврокубков.
В начале 2010 года впервые перешёл в зарубежный клуб — провёл полсезона в команде чемпионата Румынии «Чахлэул» (Пьятра-Нямц), а затем полсезона — в клубе чемпионата Кипра «Эносис» (Неон Паралимни). Однако в обоих клубах был нерезультативен и вскоре вернулся на родину.
С начала 2011 года снова играл за «Работнички», был капитаном команды. Финалист Кубка Македонии 2011/12. В сезоне 2012/13 занял пятое место в споре бомбардиров с 13 голами, а в осенней части сезона 2013/14 забил 14 голов в 18 матчах, что позволило ему стать четвёртым бомбардиром сезона. «Работнички» в итоге стали победителями чемпионата страны 2013/14, однако футболист во время зимнего перерыва покинул клуб.
В январе 2014 года перешёл в боснийский клуб «Сараево», где провёл два года. В сезоне 2013/14 стал третьим призёром чемпионата Боснии и обладателем Кубка страны, в сезоне 2014/15 — чемпион и четвёртый бомбардир сезона (11 голов).
В 2016—2017 годах играл в Азии за южнокорейский «Инчхон Юнайтед» и тайский «Накхонратчасима», оба клуба были середняками своих лиг, а форвард не отличался высокой результативностью.
В июле 2017 года вернулся в «Сараево», где завоевал ещё несколько национальных наград — чемпионство (2018/19, 2019/20), Кубок Боснии (2018/19, 2020/21). Третий бомбардир боснийской лиги в сезоне 2017/18 (12 голов), шестой бомбардир в сезоне 2018/19 (11 голов).

### Карьера в сборной
Выступал за юниорские и молодёжные сборные Македонии.
В национальной сборной Македонии дебютировал 5 марта 2014 года в товарищеском матче против Латвии. D 2014—2015 годах сыграл 10 матчей, затем три года не выступал за сборную. Вернулся в команду на два матча в ноябре 2018 года, а следующие игры провёл в октябре 2020 года. По состоянию на начало июня 2021 года в 15 матчах нападающий не смог отличиться ни разу. В июне 2021 года включен в состав сборной на чемпионат Европы.

## Достижения
«Работнички»
- Чемпион Республики Македонии: 2005/06, 2007/08
- Обладатель Кубка Республики Македонии: 2007/08

«Сараево»
- Чемпион Боснии: 2014/15, 2018/19, 2019/20
- Обладатель Кубка Боснии: 2013/14, 2018/19, 2020/21